# Núria Añó
Núria Añó (Lleida, (Catalonië), 10 februari 1973) is een Catalaans schrijver, essayist, biograaf en vertaler. Zij geeft ook lezingen op conferenties en symposia over literair schrijverschap en over schrijvers als Elfriede Jelinek, Patricia Highsmith, Salka Viertel, Franz Werfel, Karen Blixen en Alexandre Dumas fils.

## Jeugd
Añó groeide op in het stadje Mollerussa. Na de middelbare school ging zij Catalaanse filologie en Duits studeren aan de voorganger van de in 1991 heropgerichte Universitat de Lleida in haar geboorteplaats Lleida. In 1990 publiceerde zij haar eerste korte verhaal.

## Werk
Añó's werk werd in verschillende academische tijdschriften over literatuur als veelbelovend beschouwd, zeker binnen de hedendaagse Catalaanse literatuur. Met haar debuutroman Els nens de l'Elisa behaalde Añó in 2004 de derde plaats bij de Catalaanse literatuurprijs Premi Ramon Llull. Vier jaar nadien verscheen De dode schrijfster (L'escriptora morta), een boek dat draait om het proces van literaire schepping. Haar volgende roman, Núvols baixos, liet slechts een jaar op zich wachten. Dit werk kent diverse plots, waaronder de ziekte van Alzheimer, en concentreert zich op een biseksuele acteur en haar Lgbt-kring. Van weer een andere orde is De blik van de zoon (La mirada del fill) – een roman uit 2012 over adoptie, die “een uitnodiging is om na te denken in een wereld waar de banaliteit haar imperium uitoefent.”
In 2020 publiceerde zij een biografie over de Joodse scenarioschrijver en intellectueel Salka Viertel, onder de titel El salon de los artistas exiliados en California. Añó heeft daarvoor drie jaar studie gedaan naar Berlijn in de jaren twintig van de twintigste eeuw en de transitie van de stomme naar de geluidsfilm in Hollywood. In het leven van Viertel hebben de opkomst van Hitler, de ballingschap van menig Europees artiest tijdens de Tweede Wereldoorlog en daarna de Koude Oorlog, met de heksenjacht in de Verenigde Staten op communisten, cruciale rollen gespeeld.

## Schrijfstijl
De personages zijn in Añó’s boeken belangrijker dan het onderwerp; zij krijgen gestalte via introspectie en reflectie, niet op sentimentele, maar op vrouwelijke wijze. Doordat de schrijver daarmee focust op psychologische kenmerken van haar personages – doorgaans antihelden die  manicheïsme mijden – hanteert zij een gewaagde schrijfstijl, met de ambitie op te gaan in een ontdekkingstocht naar ‘het’ hedendaagse individu. Met de veelheid aan onderwerpen die haar romans beslaan – actuele en sociaal relevante problemen, onrecht en slechte communicatie – en de genoemde diepgang, vergt  Añó veel van haar lezers.

## Prijzen en onderscheidingen
Núria Añó zijn diverse prijzen en onderscheidingen toegekend en zij heeft ook enkele stipendia ontvangen.
- 18e Premi Joan Fuster van de stad Almenara voor fictie (1996)
- onderscheiding van de Finse cultuurvereniging Nuoren Voiman Liitto uit Sysmä (2016)
- stipendium van het Shanghai Writing Program in Shanghai, China
- onderscheiding van het Baltisch Centrum voor Schrijvers en Vertalers in Visby, Zweden (2017)[11]
- onderscheiden door het Internationaal Centrum voor Schrijvers en Vertalers van Rodos, Griekenland (2017)
- geselecteerd voor residency Krakau UNESCO City of Literature, Polen (2018)[12]
- winnaar van de vierde International Writing Award 2018 op de Shanghai Get-Together, China (2018)
- onderscheiding van IWTH in Ventspils, Letland (2019)